# 다카 증권거래소

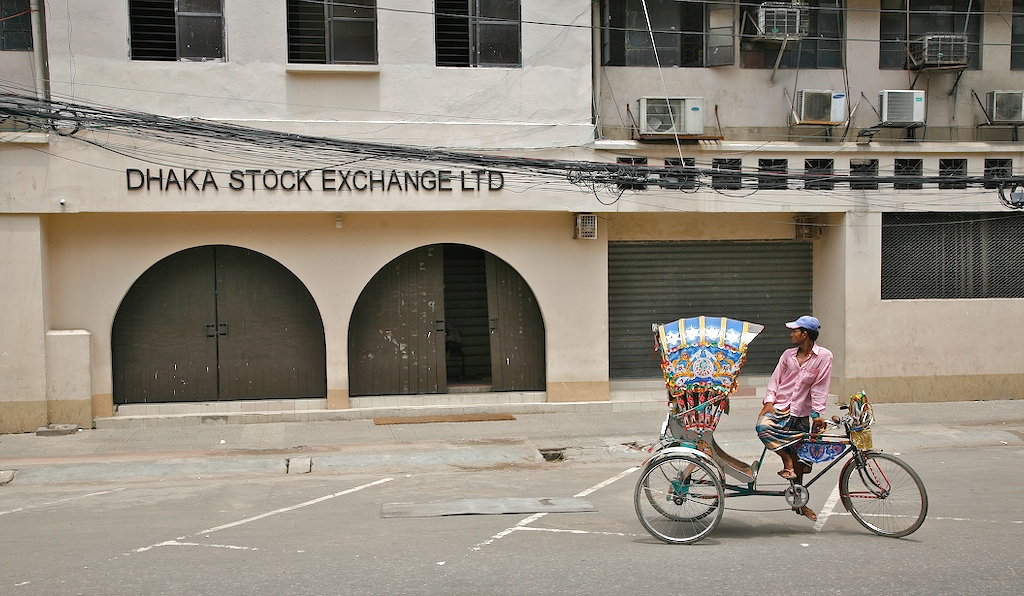

다카 증권거래소(벵골어: ঢাকা স্টক এক্সচেঞ্জ, 영어: Dhaka Stock Exchange, DSE)는 방글라데시 다카에 소재한 증권거래소이다. 1954년에 설립되었다.

## 같이 보기
- 방글라데시의 경제